# هاکوب کاسارجیان
هاکوب کاسارجیان (انگلیسی: Hagop Kassarjian؛ زادهٔ ۱۹۴۶) سیاست‌مدار اهل ارمنستان-لبنان که عضو مجلس نمایندگان لبنان است. وی از دانشگاه آمریکایی بیروت فارغ‌التحصیل شده‌است. وی به عضویت حزب لیبرال دموکرات ارمنی درآمد. کاسارجیان در سال ۲۰۰۰ به عنوان یکی از نمایندگان ارمنیان ارتدکس حوزه انتخابیه بیروت در فهرست رفیق حریری به مجلس راه یافت. در سال ۲۰۰۵ به عنوان عضو جریان مستقبل دوباره به مجلس راه یافت.